# Hicalculator
hicalculator（ヒカリキュレーター、1983年1月6日 - ）とは、作詞も手がけるhikariによるソロプロジェクト。愛称はヒカキュン。名前の由来は本名の「ひかり」と「カリキュレーター」。小説家として石平ひかりの名で活動。
伊勢原市立桜台小学校を1995年に、伊勢原市立伊勢原中学校を1998年に卒業。目白大学人間社会学部心理カウンセリング学科卒業。大学時代はボサノバ研究会に所属。
音楽の形態としては、今までにないピコピコ、キラキラとした音が特徴的であり「フューチャー☆ポップ」と自身は語る。普段は雑貨店に勤めている。
数々のアマチュア音楽サイトに作品を発表していたが、ミュウモとドワンゴの配信限定アーティストとして2007年6月にエイベックスからメジャー・デビュー。城崎マリンワールドのCMで使われている『Sweet Fantasy World』で注目を浴びる。